# Epinephelus melanostigma
Epinephelus melanostigma е вид бодлоперка от семейство Serranidae.

## Разпространение и местообитание
Този вид е разпространен в Австралия, Американска Самоа, Британска индоокеанска територия, Вануату, Йемен, Индия, Индонезия, Кирибати, Китай, Мавриций, Мадагаскар, Малдиви, Малки далечни острови на САЩ, Маршалови острови, Микронезия, Мозамбик, Науру, Оман, Острови Кук, Палау, Папуа Нова Гвинея, Провинции в КНР, Реюнион, Самоа, Соломонови острови, Тайван, Тувалу, Уолис и Футуна, Филипини, Южна Африка и Япония.
Обитава морета, заливи, лагуни и рифове. Среща се на дълбочина от 0,2 до 27 m, при температура на водата от 26,9 до 29,3 °C и соленост 34,1 – 35,3 ‰.

## Описание
На дължина достигат до 35 cm.